# Jabeni
Jabeni (en macédonien Жабени) est un village du sud-est de la Macédoine du Nord, situé dans la municipalité de Bitola. Le village comptait 178 habitants en 2002.

## Démographie
Lors du recensement de 2002, le village comptait :
- Albanais : 143
- Macédoniens : 30
- Autres : 5